# タウヌス山地
タウヌス山地 (Taunus)は、ドイツ・ヘッセン州フランクフルト・アム・マインの北に広がる山地である。最高峰は標高878ｍのグローセル・フェルトベルク。
タウヌス山地に所在する自治体はホーホタウヌス郡、マイン＝タウヌス郡、ラインガウ＝タウヌス郡、リムブルク＝ヴァイルブルク郡、そしてラインラント＝プファルツ州のライン＝ラーン郡がある。一帯は地温勾配が高く、またミネラルウォーターがわき出しているため、各地に温泉街がある。
フォード・モーターがかつて生産していたフォード・タウヌスの名前はこの山地に由来する。

## 概要
山地はライン山塊の一部を構成し、ライン川、マイン川、ラーン川で区切られている。ライン川対岸にはフンスリュック山地が続く。標高は最高点でも900ｍに届かず、山全体が森林に覆われている。
タウヌス山地はデボン紀の堆積物で形成された。主要構成岩石は千枚岩、緑色片岩、片麻岩、粘板岩、砂岩。山地は地形・地質から以下の三つに細分される。
- フォータウヌス (Vortaunus) ：山地の南部でフランクフルト・アム・マインとヴィースバーデンが隣接する。大部分は堆積岩から成り、一部千枚岩、緑色片岩、白雲母を含む。緑簾石や緑泥石のため岩の色は緑色を呈す。
- ホーハータウヌス (Hoher Taunus) ：山地の中心部分で標高が最も高い。粘板岩、珪岩、砂岩から成る。
- ヒンタータウヌス (Hintertaunus) ：山地の北部で三区分中最も広い。硬砂岩、泥岩から成る。

## 歴史
ローマ帝国期、この地域はゲルマニア・スペリオルに属しリメスが築かれた。
260年頃からアレマン人が定住、エシュボルンに彼らの墓所が築かれた。500年に発生したトルビアックの戦いの結果、アレマン人は追い出されて、新たにフランク人が移住した。
それから数世紀、この地域は湯治場として発展した。古くから温泉街として発展した町にバート・ホンブルク・フォア・デア・ヘーエがあり、ほかにも16・17世紀からバート・シュヴァルバッハ、バート・エムスで温泉が掘削された。19世紀になるとヴィースバーデン、バート・ホンブルク・フォア・デア・ヘーエ、バート・ナウハイム、バート・ゾーデン・アム・タウヌスなどの温泉街が人気を博した。

## 森林
タウヌス山地の森林面積は約114,000haであり、その90%は公有林となっている。ブナとオークが6割以上を占める広葉樹林は原生林を思わせるが、持続可能な範囲の伐採と天然更新による林業が行われている。

## ギャラリー

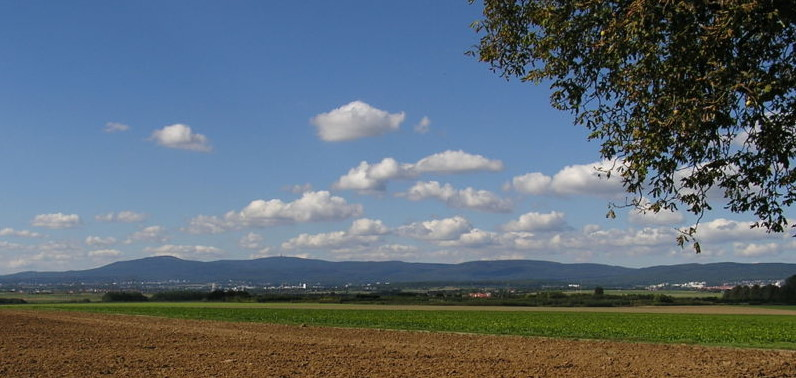
カルベンから見たグローセル・フェルトベルク
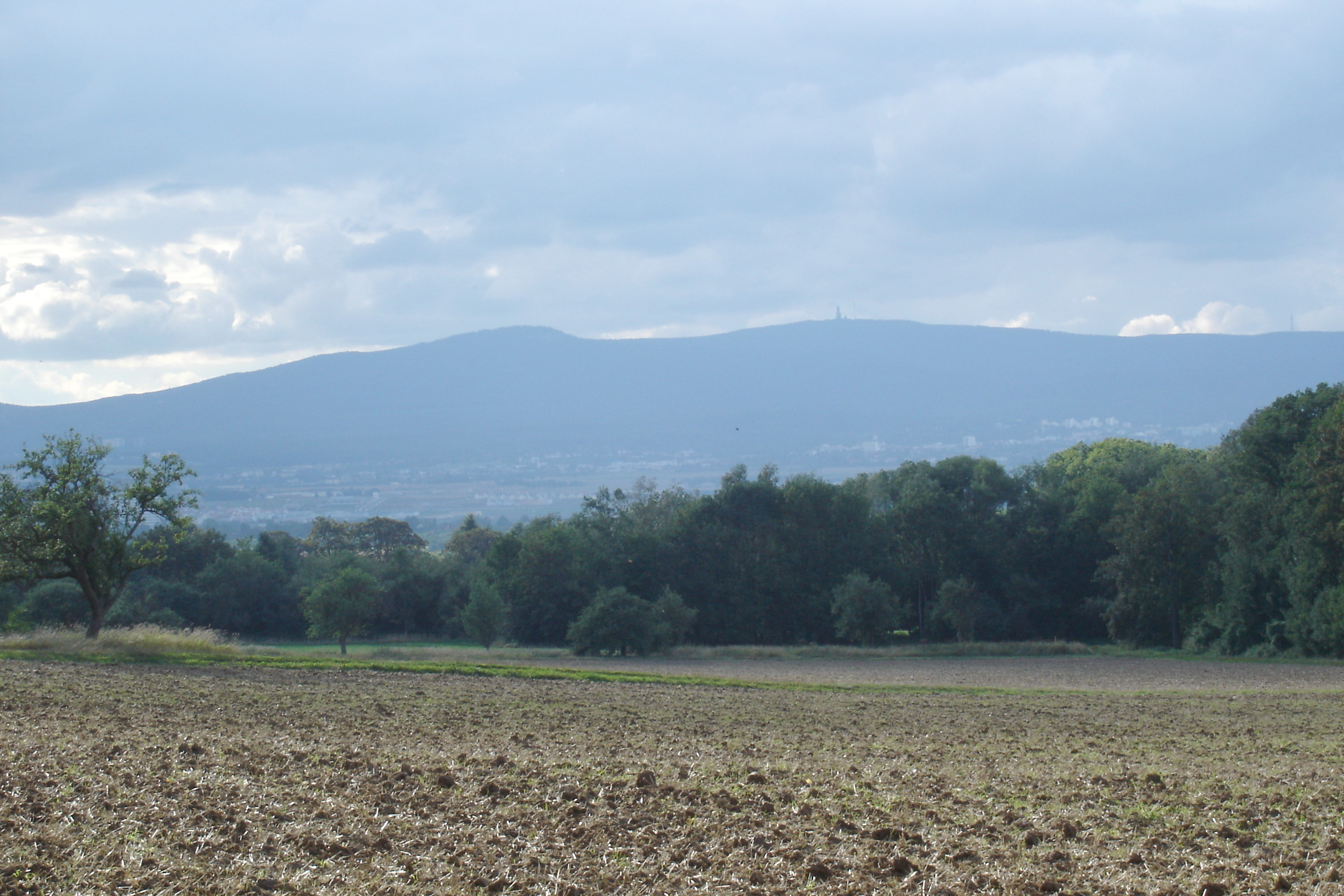
フランクフルト・アム・マインから見たアルトケーニッヒ
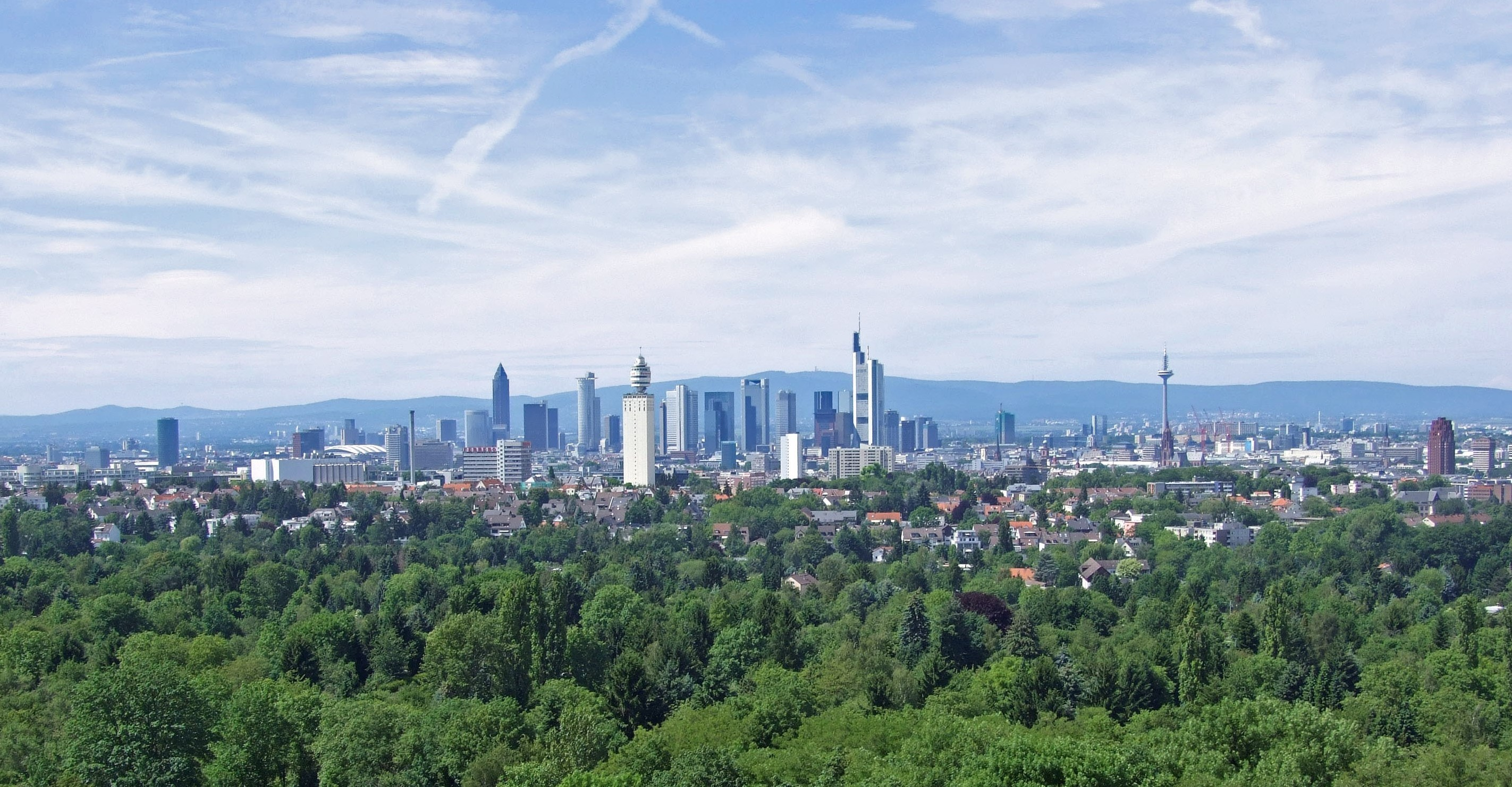
フランクフルト・アム・マインの町並みとタウヌス山地